# 대한민국 형사소송법 제239조
대한민국 형사소송법 제239조는 준용규정에 대한 형사소송법의 조문이다.

## 조문
제239조(준용규정) 전2조의 규정은 고소 또는 고발의 취소에 관하여 준용한다.

## 참고 문헌
- 손동권 신이철, 새로운 형사소송법(초판, 2013), 세창, 2013. ISBN 9788984114081